# The Contemporary Review
The Contemporary Review est une revue semestrielle britannique. 

## Histoire
Fondée en 1866 par Alexander Strahan (en), la revue, d'abord trimestrielle se distingue comme forum de discussion intellectuelle. C'est l'un des premiers périodiques à consacrer une place considérable aux arts. Plus particulièrement, elle devient une arène pour les querelles théologiques et ecclésiastiques qui déchirent à cette époque l'Église d'Angleterre. Sous la direction de James T. Knowles, la revue reçoit des contributions de célébrités telles Henry Edward Manning, Frances Power Cobbe, Frances Julia Wedgwood, John Ruskin, Vernon Lee, Aldous Huxley, Emilia Dilke, William Ewart Gladstone, Matthew Arnold, Frederick Denison Maurice ou encore, parmi d'autres, J. M. Barrie.
C'est dans la période de 1882 à 1911, sous la longue direction de Percy Bunting (en), que The Contemporary Review se tourne de plus en plus vers la politique et la réforme sociale, acquérant une vision générale et libérale, bien que sans liens avec un parti. En 1911, George Peabody Gooch est nommé rédacteur en chef et continue de diriger la revue pendant quarante-neuf ans. S'il accorde une grande importance au traitement des affaires internationales, il continue de couvrir un large éventail d'intérêts. Les perspectives politiques du journal restent centrées à gauche, entre autres par la plume de Laurence Jerrold (entre 1906 et 1918).
Après avoir été réduite à deux numéros annuels à la fin des années 2000, l'édition hiver 2013 publiée en janvier 2013 annonce qu'il s'agit de la dernière édition imprimée ; la publication envisageant de continuer en ligne. Mais depuis cette date, aucune nouvelle publication n'a été faite.